# Acordo de Nassau
O acordo de Nassau, assinado a 21 de dezembro de 1962 em Nassau nas Bahamas, entre os Estados Unidos e o Reino Unido, trazem os mísseis Polaris para o Reino Unido.
Em troca do abandono dos mísseis ar-terra Skybolt, os Estados Unidos fornecem à Grã-Bretanha mísseis Polaris utilizáveis por submarinos. Os britânicos aceitam apenas utilizar a sua força nuclear com o acordo dos americanos e como tal renunciam a uma força de dissuasão autónoma.